# 金門縣公車

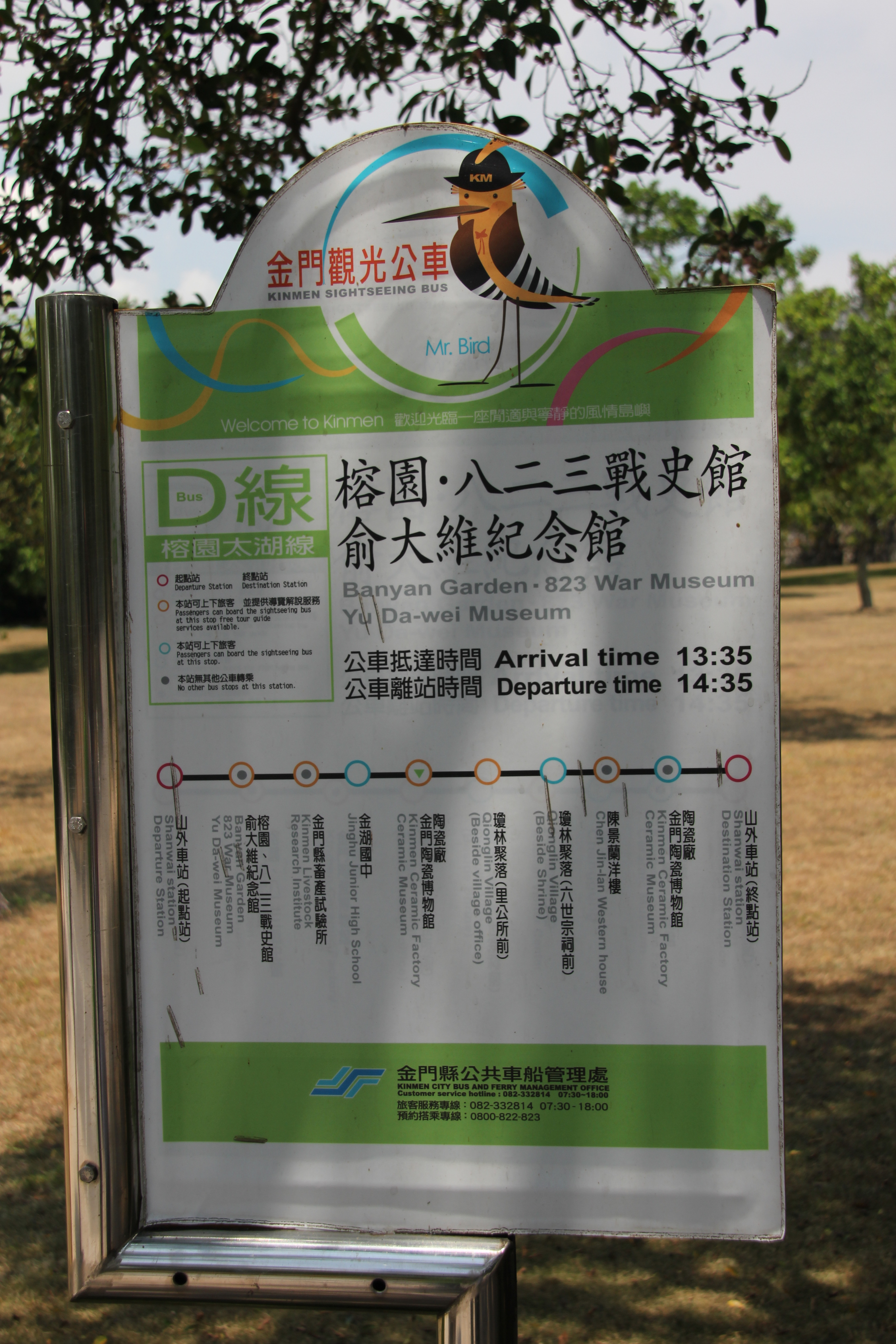
金門觀光公車站牌

金門縣公車，是位於中華民國福建省金門縣境內之公車路線，由金門縣政府轄下的「公共車船管理處」負責營運。僅在金門島與烈嶼鄉行駛，並提供35條一般路線及7條臺灣好行路線。

## 歷史
日據時期，開發公司曾以兩輛貨車行駛於金沙鎮沙美地區與金城鎮後浦地區之間提供載客服務。國民政府來台後，顏西川、鄭劍秋等人於1954年5月為了改善軍民交通，集資成立「金門汽車客運」，購置全新客車數輛，行駛全島各線10多年。1963年5月，金門戰地政務委員會撥款成立「金門縣公共汽車管理處」，收回路權後並正式營運，金門汽車客運業者因政府未能收購所有車輛而停業；1964年此處改隸金門縣政府。1977年起，金門公車可達大金門與小金門任何村落。1992年戰地政務終止，金門縣公共汽車管理處為接辦大小金門離島海上船運業務，而改名為「金門縣公共車船管理處」直到今日。
2007年2月15日，時任金門縣長李炷烽提到金門公車到各自然村的普及率達到百分之九十以上。經金門縣政府、金門國家公園管理處、金門縣公共車船管理處規劃籌備，於同年7月1日臺灣好行觀光公車正式營運，一共有4條行駛路線各為翟山金門城、古寧頭戰場、太武金沙、榕園太湖。
2017年11月金門車船處長許一傑提到，金門有些偏遠路段搭乘的人數少，一部車平均載客0.4人，不符經濟效益，未來將發包委由計程車執行。2020年1月，7人座的幸福巴士上路，行駛原本的沙美至田浦33號公車路線，使沿線5個自然村的東店、東蕭、蔡店、東埔、英坑之對外交通更加便利。
因金門大橋通車，2022年11月1日起金門島與烈嶼鄉亦有公車串連行駛。為保障乘客權益兼顧降低營運成本，2023年6月1日起開始營運小黃公車，路線為金門鎮山外車站至金門醫院的黃1路，以及烈嶼鄉黃南、黃北路線於九宮碼頭發車，分別以順、逆時鐘繞行南線、北線站點。

## 票價
金門縣公車的現行票價於1995年實施，採分段單一票價制；全票為每段新臺幣12元、軍人與學生優待票為10元、博愛優待票為6元。現今若戶籍設於金門縣的民眾以票證免費搭乘。

## 路線列表

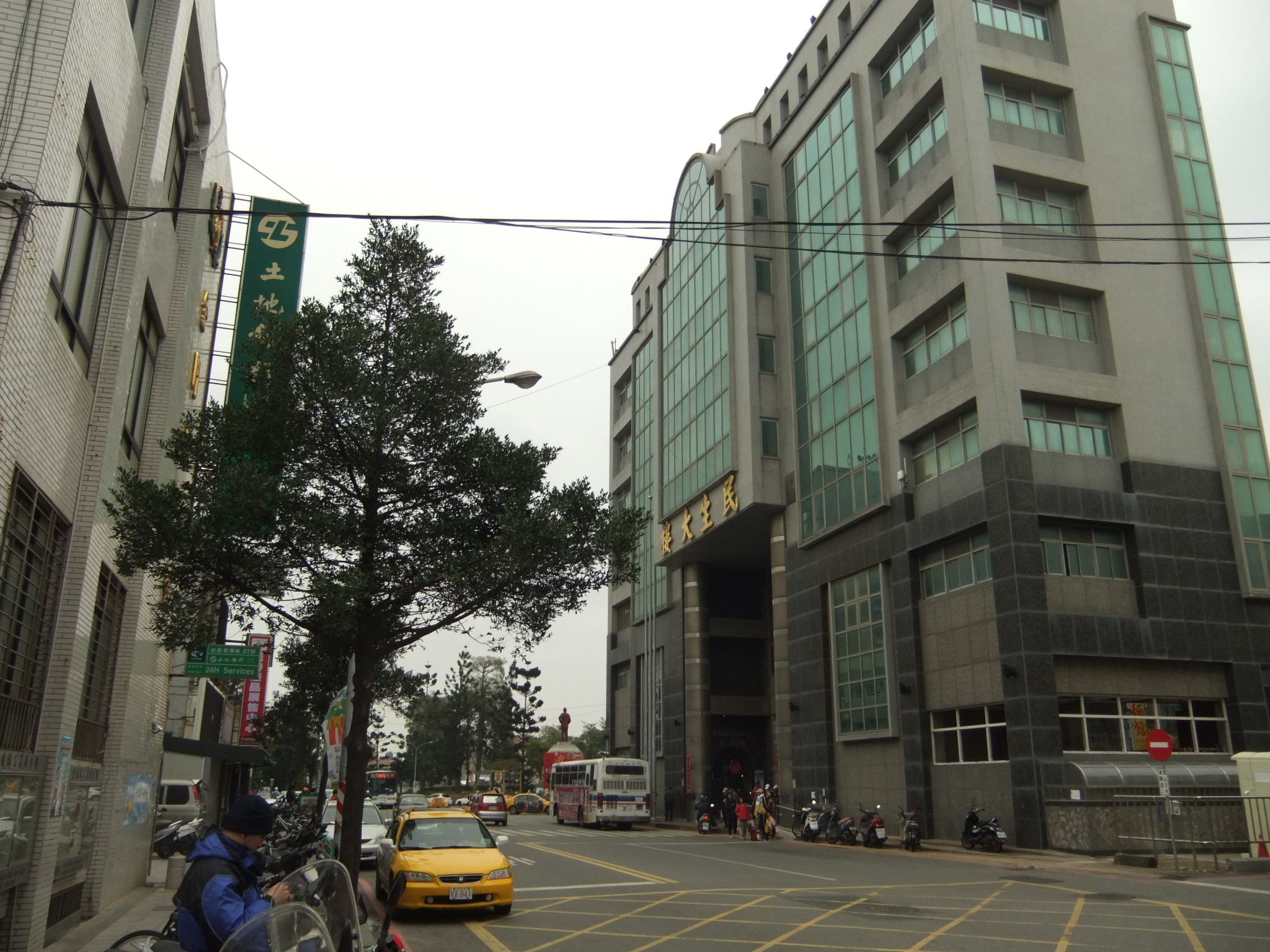
金城車站（民生大樓）

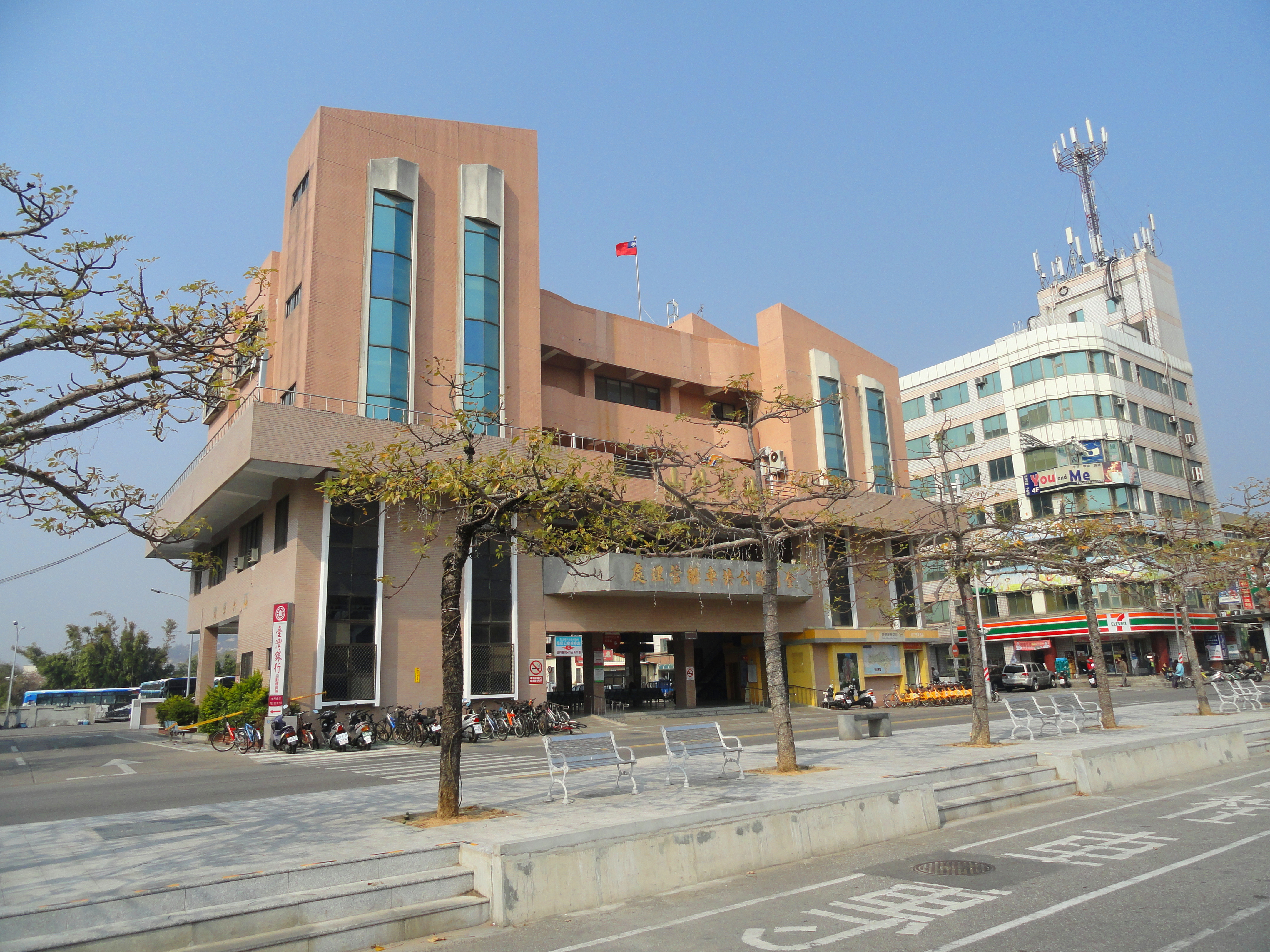
山外車站

### 金門島
| 路線編號 | 起点/终点                 | 行經                                                 |
| -------- | ------------------------- | ---------------------------------------------------- |
| 紅1      | 金城车站-山外车站（直達） | 經伯玉路、瓊徑路、環島南路四段、市港路               |
| 藍1      | 金城车站-山外车站         | 經伯玉路、太湖路一段、太武公園                       |
| 2        | 金城车站-山外车站         | 經林堡路、環島北路二段、瓊安路、瓊義路、瓊林         |
| 3        | 金城车站-山外车站         | 經環島西路、金山路、珠山、環島南路                   |
| 5        | 金城车站-沙美（主線）     | 經高坑、斗門                                         |
| 5A       | 金城车站-沙美车站（副線） | 經吕厝                                               |
| 6        | 金城车站-金門城（主線）   | 經官裡、環島西路一段、珠水路                         |
| 6A       | 金城车站-金門城（副線）   | 經水頭、山前、賢厝、西海路二段、珠水路、環島西路一段 |
| 7        | 金城车站-水头码头（主線） | 經水試所、北堤路、東門                               |
| 7A       | 金城车站-水頭码头（副線） | 經夏墅、后豐港、國立空中大學、水試所                 |
| 7B       | 金城车站-水頭码头（副線） | 經夏墅、后豐港、國立空中大學、水試所                 |
| 8        | 金城车站-后湖             | 經珠山                                               |
| 9        | 金城车站-古寧頭戰史館     | 經環島西路二段、慈湖路二段與三段                     |
| 10       | 金城车站-湖（埔）寧       | 經慈湖路二段、環島西路二段、頂林路、林堡路           |
| 11       | 金城车站-頂（埔）寧       | 經林堡路、頂林路、環島西路二段、慈湖路二段           |
| 12       | 金城车站-嚨口             | 經東堡                                               |
| 15       | 金城车站-烈嶼车站（主線） | 經東林、金門大橋                                     |
| 15A      | 金城车站-烈嶼车站（副線） | 經頭、金門大橋                                       |
| 15B      | 金城车站-烈嶼车站（副線） | 經青岐、金門大橋                                     |
| 18       | 山外车站-沙美车站（主線） | 經黃海路、環島東路                                   |
| 18A      | 山外车站-沙美车站（副線） | 經蔡厝                                               |
| 19       | 山外车站-料羅、溪邊       | 經環島南路四段                                       |
| 20       | 山外车站-復國墩、峰上     | 經太湖路三段                                         |
| 23       | 山外车站-田埔             | 經林務所                                             |
| 25       | 山外车站-山后             | 經東山前                                             |
| 27       | 山外车站-沙美车站         | 經太湖路一段、環中路、金剛寺、環島北路二段、蘭洋路   |
| 31       | 沙美车站-山后             | 經碧山                                               |
| 32       | 沙美车站-青嶼             | 經馬山大士宮                                         |
| 33       | 沙美车站-田埔             | 經金沙公墓、林務所                                   |
| 35       | 山外车站-烈嶼车站         | 經金城、金門大橋                                     |
| 36       | 山外车站-烈嶼车站         | 經金寧、金門大橋                                     |

### 烈嶼鄉
| 路線編號 | 營運區間          | 行經                           |
| -------- | ----------------- | ------------------------------ |
| 37       | 烈嶼车站-烈嶼车站 | 經烈嶼分院、青岐、埔頭等       |
| 38       | 烈嶼车站-烈嶼车站 | 經烈嶼分院、青岐、埔頭等       |
| 黃北     | 烈嶼车站-烈嶼车站 | 經烈嶼分院停車場、青岐、埔頭等 |
| 黃南     | 烈嶼车站-烈嶼车站 | 經烈嶼分院停車場、青岐、埔頭等 |

### 臺灣好行
| 路線編號 | 路線名稱           | 營運區間          | 行經                                           |
| -------- | ------------------ | ----------------- | ---------------------------------------------- |
| A        | 水頭翟山線         | 金城車站-金城車站 | 經莒光樓、翟山坑道                             |
| B        | 古寧頭戰場線       | 金城車站-金城車站 | 經金城民防坑道出口、和平紀念園區               |
| C        | 獅山民俗村線       | 山外車站-山外車站 | 經馬山觀測所、獅山砲陣地                       |
| D        | 榕園太湖線         | 山外車站-山外車站 | 經八二三戰史館、榕園及俞大維紀念館、陳景蘭洋樓 |
| E        | 風獅爺主題路線     | 山外車站-山外車站 | 經塘頭、沙美、東溪                             |
| F        | 尋城趣文化小旅行線 | 金城車站-金城車站 | 經古地城隍廟、文台寶塔、魯王疑塚               |
| G        | 金門大橋烈嶼線     | 金城車站-金城車站 | 經金門大橋、湖井頭戰史館、沙溪堡               |

## 外部連結
- 金門縣公共車船管理處 （页面存档备份，存于） （繁體中文）